# Без копійки (телесеріал)
«Без копійки», також відомий як «Голота», «Ані шеляга», «Без грошей» (англ. Brassic) — британський комедійний телесеріал. Прем'єра відбулася 22 серпня 2019 року на каналі Sky One. Другий сезон вийшов 7 травня 2020 року. Згодом серіал було продовжено на третій сезон, прем'єра якого відбулася 6 жовтня 2021 року.

## Сюжет
Серіал розповідає про життя Вінсента «Вінні» О'Ніла та його друзів, що живуть у містечку Гоулі. Компанія друзів промишляє різними дрібними злочинами для заробляння грошей. За словами Джозефа Ґілґана, роль стала автобіографічною — його герой Вінні страждає біполярним розладом, так само як і сам актор в реальному житті.

## Актори і персонажі
| Актор              | Роль                    | Опис |
| ------------------ | ----------------------- | --- |
| Джозеф Ґілґан      | Вінсент «Вінні» О'Ніл   | головний герой, що страждає біполярним розладом особистості, живе в хатинці в лісі, турбується про передчасне облисіння |
| Дем'єн Молоні      | Ділан                   | друг Вінні з дитинства, хлопець Ерін                                                                                    |
| Мішель Кіган       | Ерін                    | дівчина Ділана, мати 5 річної дитини, хоче отримати освіту і виїхати з містечка                                         |
| Аарон Геффернан    | Ешлі «Еш» Деннінгс      | боєць з циганським корінням                                                                                             |
| Том Генсон         | Леслі «Напад» Тіт       | непотрібний товстун; прізвисько «Напад» скорочено від «серцевий напад»                                                  |
| Парт Такерар       | Джейн Джовані           | автомеханік, який торгує краденими автозапчастинами                                                                     |
| Райан Семпсон      | Томаса «Томмо» Шаффнера | Колишній керівник стриптиз бару                                                                                         |
| Брона Ґаллагер     | Керол                   | старша сестра Еша |
| Домінік Вест       | Кріс Кокс               | доктор |
| Клод Скотт-Мітчелл | Сара                    | Дівчина Ділана після того, як він розірвав стосунки з Ерін                                                              |

## Список епізодів
| Сезон | Епізоди          | Епізоди          | Оригінальний показ | Оригінальний показ |
| Сезон | Епізоди          | Епізоди          | Перший показ       | Останній показ     |
| ----- | ---------------- | ---------------- | ------------------ | ------------------ |
| 1     | 6                | 6                | 22 серпня 2019     | 22 серпня 2019     |
| 2     | 8                | 8                | 7 травня 2020      | 7 травня 2020      |
| 3     | 8                | 8                | 6 жовтня 2021      | 6 жовтня 2021      |
| 4     | 8                | 8                | 7 вересня 2022     | 7 вересня 2022     |
| 5     | 8                | 8                | 28 вересня 2023    | 16 листопада 2023  |
| 5     | Спеціальна серія | Спеціальна серія | 21 грудня 2023     | 21 грудня 2023     |
| 6     | 7                | 7                | 26 вересня 2024    | 7 листопада 2024   |

### Сезон 1 (2019)
| № | # | Назва                  | Режисер       | Сценарист                                | Перший ефір у США |
| --- | - | ---------------------- | ------------- | ---------------------------------------- | ----------------- |
| 1 | 1 | «Епізод 1» «Episode 1» | Деніел О'Гара | Деніел Броклгерст, Джо Гілгун, Роб Елліс | 22 серпня 2019    |
| Плану Вінні вкрасти крихітного коня заважає баночка хлороформу та голуб.                                                                                             |   |                        |               |                                          |                   |
| 2 | 2 | «Епізод 2» «Episode 2» | Деніел О'Гара | Деніел Броклгерст                        | 22 серпня 2019    |
| Шукаючи гроші на похорон стриптизерки Біг Сенді, хлопці вирішують пограбувати сейф її боса - але плани йдуть нанівець, коли вони потрапляють у пастку в каналізації. |   |                        |               |                                          |                   |
| 3 | 3 | «Епізод 3» «Episode 3» | Деніел О'Гара | Деніел Броклгерст                        | 22 серпня 2019    |
| Випадковий суперник викликає Еша на бій. Але саме Вінні стає головним підозрюваним, коли Еш опиняється в лікарні.                                                    |   |                        |               |                                          |                   |
| 4 | 4 | «Епізод 4» «Episode 4» | Джон Райт     | Деніел Броклгерст                        | 22 серпня 2019    |
| Через зобов'язання виплатити борг МакКенну хлопці погоджуються допомогти жінці помститися колишньому чоловікові.                                                     |   |                        |               |                                          |                   |
| 5 | 5 | «Епізод 5» «Episode 5» | Джон Райт     | Деніел Броклгерст, Алекс Ґанлі           | 22 серпня 2019    |
| Набіг на ферму травки йде не за планом, коли з’являється брат Ерін і декого випадково викрадають.                                                                    |   |                        |               |                                          |                   |
| 6 | 6 | «Епізод 6» «Episode 6» | Джон Райт     | Деніел Броклгерст                        | 22 серпня 2019    |
| Вінні викрав авто з поцупленим антикваріатом МакКена і повинен знайти злодія, інакше його розчленують.                                                               |   |                        |               |                                          |                   |

### Сезон 2 (2020)
| № | #  | Назва                                         | Режисер      | Сценарист         | Перший ефір у США |
| --- | -- | --------------------------------------------- | ------------ | ----------------- | ----------------- |
| 1 | 7  | «Цирк» «The Circus»                           | Сол Мецштейн | Деніел Броклгерст | 7 травня 2020     |
| Банда намагається виманити Вінні з підпілля за допомогою нового бізнес-плану – пограбування місцевого цирку.                              |    |                                               |              |                   |                   |
| 2 | 8  | «Гарного дня» «A Nice Day Out»                | Сол Мецштейн | Деніел Броклгерст | 14 травня 2020    |
| Після укладання угоди з МакКенном Вінні отримує завдання зібрати когось – начебто просте завдання, яке незабаром обертається катастрофою. |    |                                               |              |                   |                   |
| 3 | 9  | «Мисливці за антикваріатом» «Antique Hunters» | Сол Мецштейн | Деніел Броклгерст | 21 травня 2020    |
| Ерін відвідує жахливу вечерю з родиною Джейка, а Томмо планує вкрасти еротичні меблі, щоб оживити Rat & Cutter.                           |    |                                               |              |                   |                   |
| 4 | 10 | «Зловмисник» «The Intruder»                   | Джон Райт    | Деніел Броклгерст | 28 травня 2020    |
| Страждаючи від безсоння, Вінні вирішує провести ніч у місцевому пабі, але всередину вривається незнайомець.                               |    |                                               |              |                   |                   |
| 5 | 11 | «Фестиваль» «The Festival»                    | Джон Райт    | Деніел Броклгерст | 4 червня 2020     |
| Після наказу Макканна продати всю вирощену траву, хлопці вирішують влаштувати музичний фестиваль на полі Джима.                           |    |                                               |              |                   |                   |
| 6 | 12 | «Пограбоване весілля» «Stealing a Wedding»    | Джон Райт    | Деніел Броклгерст | 11 червня 2020    |
| Коли близький друг заручається, Вінні твердо вирішив влаштувати їм найкраще весілля, яке тільки зможе, і тому вирішує викрасти його.      |    |                                               |              |                   |                   |

### Сезон 3 (2021)
| № серії (загалом) | № серії (в сезоні) | Назва серії | Режисер(и)        | Сценарист(и)      | Оригінальна дата показу |
| ----------------- | ------------------ | ----------- | ----------------- | ----------------- | ----------------------- |
| 13                | 1                  | «Episode 1» | Мелані Енн Олівер | Деніел Броклгерст | 6 жовтня 2021           |
| 14                | 2                  | «Episode 2» | Мелані Енн Олівер | Денні Броклхерст  | 13 жовтня 2021          |
| 15                | 3                  | «Episode 3» | Мелані Енн Олівер | Алекс Ганлі       | 20 жовтня 2021          |
| 16                | 4                  | «Episode 4» | Мелані Енн Олівер | Деніел Броклгерст | 27 жовтня 2021          |
| 17                | 5                  | «Episode 5» | Джордж Кейн       | Деніел Броклгерст | 3 листопада 2021        |
| 18                | 6                  | «Episode 6» | Джордж Кейн       | Алекс Ганлі       | 10 листопада 2021       |
| 19                | 7                  | «Episode 7» | Джордж Кейн       | Даніель Уорд      | 17 листопада 2021       |
| 20                | 8                  | «Episode 8» | Джордж Кейн       | Деніел Броклгерст | 24 листопада 2021       |

### Сезон 4 (2022)
| № серії (загалом) | № серії (в сезоні) | Назва серії                                                    | Режисер(и)      | Сценарист(и)     | Оригінальна дата показу |
| ----------------- | ------------------ | -------------------------------------------------------------- | --------------- | ---------------- | ----------------------- |
| 21                | 1                  | «Як дістатися» «Getting There»                                 | Джон Хардвік    | Денні Броклхерст | 7 вересня 2022          |
| 22                | 2                  | «День у Собаках» «Day at the Dogs»                             | Джон Хардвік    | Денні Броклхерст | 14 вересня 2022         |
| 23                | 3                  | «Загублені в лісі» «Lost in the Woods»                         | Джон Хардвік    | Алекс Ганлі      | 21 вересня 2022         |
| 24                | 4                  | «Екзотичний зоопарк» «Exotic Zoo»                              | Джон Хардвік    | Денні Броклхерст | 28 вересня 2022         |
| 25                | 5                  | «Емі» «Amy»                                                    | Річард Стоддард | Даніель Ворд     | 5 жовтня 2022           |
| 26                | 6                  | «Свята Ерін (Таємниця вбивства)» «Saint Erin (Murder Mystery)» | Річард Стоддард | Даніель Ворд     | 12 жовтня 2022          |
| 27                | 7                  | «Несподіваний гість» «An Unexpected Guest»                     | Річард Стоддард | Алекс Ганлі      | 19 жовтня 2022          |
| 28                | 8                  | «Дім Дейві» «Davey's House»                                    | Річард Стоддард | Денні Броклхерст | 26 жовтня 2022          |

### Сезон 5 (2023)
| 29      | 1 | «Едді» «Eddie»                                                   | Річард Стоддард | Денні Броклхерст | 28 вересня 2023   |
| 30      | 2 | «Зникле тіло» «Missing Body»                                     | Річард Стоддард | Денні Броклхерст | 5 жовтня 2023     |
| 31      | 3 | «Ганс» «Hans»                                                    | Річард Стоддард | Денні Броклхерст | 12 жовтня 2023    |
| 32      | 4 | «Солодкі шістнадцять» «Sweet Sixteen»                            | Річард Стоддард | Ева Пікетт       | 19 жовтня 2023    |
| 33      | 5 | «Щуролов» «Ratcatcher»                                           | Рут Карні       | Даніель Ворд     | 26 жовтня 2023    |
| 34      | 6 | «Караван мужності» «Caravan of Courage»                          | Рут Карні       | Алекс Ганлі      | 2 листопада 2023  |
| 35      | 7 | «Альберте» «Albert»                                              | Рут Карні       | Алекс Ганлі      | 9 листопада 2023  |
| 36      | 8 | «Проблема Маноліто» «The Manolito Problem»                       | Рут Карні       | Денні Броклхерст | 16 листопада 2023 |
| Special |   |                                                                  |                 |                  |                   |
| 37      | – | «Різдво в стилі дуже бронзового віку» «A Very Brassic Christmas» | Джон Хардвік    | Денні Броклхерст | 21 грудня 2023    |

### Сезон 6 (2024)
| № серії (загалом) | № серії (в сезоні) | Назва серії                                            | Режисер(и)   | Сценарист(и)                  | Оригінальна дата показу |
| ----------------- | ------------------ | ------------------------------------------------------ | ------------ | ----------------------------- | ----------------------- |
| 38                | 1                  | «Викрадений Кубок Англії» «Stolen FA Cup»              | Бен Грегор   | Денні Броклхерст              | 26 вересня 2024         |
| 39                | 2                  | «Тієї ночі» «That Night»                               | Бен Грегор   | Алекс Ганлі                   | 3 жовтня 2024           |
| 40                | 3                  | «Вибух з минулого» «Blast from the Past»               | Бен Грегор   | Денні Броклхерст              | 10 жовтня 2024          |
| 41                | 4                  | «Малий, що вміє танцювати» «Kid That Can Dance»        | Річард Сігні | Том Мелія                     | 17 жовтня 2024          |
| 42                | 5                  | «Розбите серце» «Heartbreak»                           | Річард Сігні | Ева Пікетт                    | 24 жовтня 2024          |
| 43                | 6                  | «Марк» «The Mark»                                      | Річард Сігні | Денні Броклхерст Даніель Ворд | 31 жовтня 2024          |
| 44                | 7                  | «Два похорони та весілля» «Two Funerals and a Wedding» | Річард Сігні | Денні Броклхерст              | 7 листопада 2024        |

## Виробництво

### Розробка
Джозеф Ґілґан і Денні Броклгерст почали розробку над новим комедійним телевізійним серіалом для Sky One «Без копійки», в якому Ґілґан гратиме головну роль, а Броклгерст відповідатиме за сценарій. Перший сезон вийшов у Великій Британії 22 серпня 2019 р. Ще до виходу в ефір першого епізоду шоу подовжили на другий сезон, і продюсери з оптимізмом очікували, що серіал сподобається критикам. Вони мали рацію, і багато критиків високо оцінили серіал за його комедійний та драматичний тон.
24 квітня 2020 року Sky випустила трейлер другого сезону, підтвердивши, що він вийде 7 травня того ж року. Другий сезон складається з шести серій, і всі вони стали повністю доступними для трансляції на платформі NOW TV з дати його прем’єри, хоча офіційно транслювалися щотижня через Sky. Перед виходом другого сезону Sky оголосив розробку третьої частини з восьми епізодів; дата випуску 6 жовтня 2021 року.

### Кастинг
Після того, як Ґілґан отримав головну роль, Мішель Кіган, Демієн Молоні, Том Генсон, Аарон Геффернан, Райан Семпсон та Парт Такерар приєдналися до акторського складу. Серед героїв - Вінсент "Вінні" О'Ніл (Ґілґан), Ерін Крофт (Кіган), Ділан (Молоні), "Карді" (Генсон), Еш (Геффернан), Томмо (Семпсон) та Джей Джей (Такерар), тоді як Домінік Вест і Брона Ґаллагер з'являються в серіалі в епізодичних ролях, доктора Кріса Кокса та Керол відповідно. Для другого сезону до акторського складу приєдналася Клод Скотт-Мітчелл у ролі Сари, нового романтичного інтересу для персонажа Мелоні. Акторський склад першого сезону повернувся у другий у повному складі, а зірки ''«Холодних ступнів»'' (або «Боягузів») (англ. Cold Feet) Джон Томсон та Білл Патерсон також приєдналися до акторського складу. Домінік Вест також повернувся до своєї ролі. 

### Маркетинг
13 серпня 2019 року Sky One опублікував перший трейлер серіалу, який був нарізкою комедійних сцен з різних епізодів, і підтвердив дату виходу шоу — 22 серпня; цей трейлер постійно показували на всіх платформах Sky за кілька днів до його прем'єри. 24 квітня 2020 року Sky показав трейлер другого сезону, знову коротко показавши кліпи нового серіалу та підтвердивши дату прем'єри 7 травня.

## Оцінки та критика

### Відгуки критиків
Люсі Манган із The Guardian, рецензуючи серіал, поставила йому чотири зірки з п’яти, сказавши: «Це веселий, теплий, жорстокий меланж, який працює, тому що в ньому сердечність без сентиментальності та автентичність без напруження». Творця та виконавця головної ролі Джозефа Ґілґана похвалили за роль Вінні О'Ніла, а сайт-агрегатор оглядів Rotten Tomatoes прокоментував: «Джозеф Ґілґан чудово виразний у ролі Вінні, його мінливі риси постійно згортаються разом, як верх сумки на шнурках».

### Нагороди та номінації
| Рік  | Нагорода                               | Категорія                              | Номінація        | Підсумок  | Пос.   |
| ---- | -------------------------------------- | -------------------------------------- | ---------------- | --------- | ------ |
| 2019 | RTS Programme Awards                   | Покращення якості зображення           | Метт Браун       | Перемога  | [ 18 ] |
| 2020 | Writers' Guild of Great Britain Awards | Найкращий телевізійний ситком          | Денні Броклгерст | Перемога  | [ 19 ] |
| 2020 | Broadcasting Press Guild Awards        | Найкраща комедія                       | Без копійки      | Номінація | [ 20 ] |
| 2020 | TV Choice Awards                       | Найкраща комедія                       | Без копійки      | Номінація |        |
| 2021 | RTS Programme Awards                   | Комедійний серіал                      | Без копійки      | Номінація | [ 21 ] |
| 2021 | BAFTA TV Awards                        | Чоловічий виступ у комедійній програмі | Джозеф Ґілґан    | Номінація | [ 22 ] |
| 2022 | BAFTA TV Awards                        | Чоловіча роль у комедійній програмі    | Джозеф Ґілґан    | Номінація | [ 23 ] |
| 2023 | RTS Programme Awards                   | Комедійний серіал                      | Без копійки      | Номінація | [ 24 ] |
| 2023 | BAFTA TV Awards                        | Чоловіча роль у комедійній програмі    | Джозеф Ґілґан    | Номінація | [ 25 ] |
| 2024 | BAFTA TV Awards                        | Чоловіча роль у комедійній програмі    | Джозеф Ґілґан    | Номінація | [ 26 ] |